# Jonas Faraasen Olsen
Jonas Faraasen Olsen, född 23 april 1988, är en norsk fotbollsspelare som spelar som anfallare för IF Birkebeineren.